# Joseph Bernardin
Joseph Louis Bernardin (Columbia, Carolina del Sur, 2 de abril de 1928 - Chicago, 14 de noviembre de 1996) fue un arzobispo y cardenal estadounidense.
Fue arzobispo de Chicago desde 1982 hasta 1996 y arzobispo de Cincinnati de 1972 a 1982. Recibió la Medalla Presidencial de la Libertad en 1996 por su contribución a la vida cívica del país.

## Biografía
De padres inmigrantes italianos, estudió en el seminario Mt. St. Mary en Maryland. 
Fue ordenado sacerdote para la diócesis de Charleston en 1952,  sirviendo a esta como párroco y canciller. 

### Episcopado
Fue obispo auxiliar de Atlanta. Fue el arzobispo más joven de los Estados Unidos en el momento de su designación por el papa Pablo VI para dirigir Cincinnati en 1972. Durante su década como líder espiritual de esta arquidiócesis fue presidente de la Conferencia de Obispos Católicos de Estados Unidos (USCCB) en el periodo 1974-77. En 1974, 1977, 1980 y 1983 fue nombrado por sus compañeros obispos uno de los cuatro delegados americanos para Sínodo de los Obispos en Roma. Fue nombrado arzobispo de Chicago en 1982. 

### Cardenalato
Fue elevado al rango de cardenal por el papa Juan Pablo II en 1983. 
En 1993, un joven que decía tener "memoria recuperada" presentó cargos de abuso sexual, que resultaron ser falsos, contra Bernardin. Este asumió esos cargos con calma. El joven, que estaba muriendo por complicaciones de SIDA, se retractó de la acusación y el cardenal viajó para celebrar la misa por él y ofrecerle su perdón.

### Fallecimiento
Apenas unos días antes de morir el cardenal completó un libro: El don de la paz (The Gift of Peace).
Después de una batalla pública contra el cáncer de páncreas, falleció en Chicago, el 14 de noviembre de 1996.